# 역년
역년(calendar year)은 일반적으로 말하면 해당 역법의 새해 첫날에 시작하여 다음 신년전야에 끝나므로 전체 일수로 구성된다. 역년의 특정 날짜에 시작하여 다음 연도의 이 지정된 날짜 전날에 끝나는 방식으로 연도를 측정할 수도 있다. 이는 "연도"(year's time)라고 할 수 있지만 "역년"(calendar year)은 아니다. 역년을 천문 주기(소수 일수 포함)와 조화시키기 위해 특정 연도에는 추가 일("윤일" 또는 "간일")이 포함된다. 전 세계 대부분에서 사용되는 그레고리력은 1월 1일에 시작하여 12월 31일에 끝난다. 보통 1년의 길이는 365일이며 8,760시간, 525,600분 또는 31,536,000초이다. 그러나 윤년의 경우 366일이 8784시간, 527,040분 또는 31,622,400초이다. 400년마다 97번의 윤년을 가지며, 1년의 평균 길이는 365.2425일이다. 다른 공식 기반 달력의 길이는 태양 주기와 훨씬 더 다를 수 있다. 예를 들어 율리우스력의 평균 길이는 365.25일이고 히브리 달력의 평균 길이는 365.2468일이다. 음력 회교력은 354일 또는 355일로 구성된 1년의 12개월로 구성된 음력이다. 천문학자의 평균 열대년은 춘분점과 동지점의 평균으로 현재 365.24219일로 대부분의 달력의 평균 1년 길이보다 약간 짧다.

## 같이 보기
- 학기
- 개력
- 평년
- 회계 연도
- ISO 8601
- 윤년
- 태양년